# Symphoromyia cervivora
Symphoromyia cervivora är en tvåvingeart som beskrevs av Turner och Chillcott. 1973. Symphoromyia cervivora ingår i släktet Symphoromyia och familjen snäppflugor.
Artens utbredningsområde är Kalifornien. Inga underarter finns listade i Catalogue of Life.